# 150 W

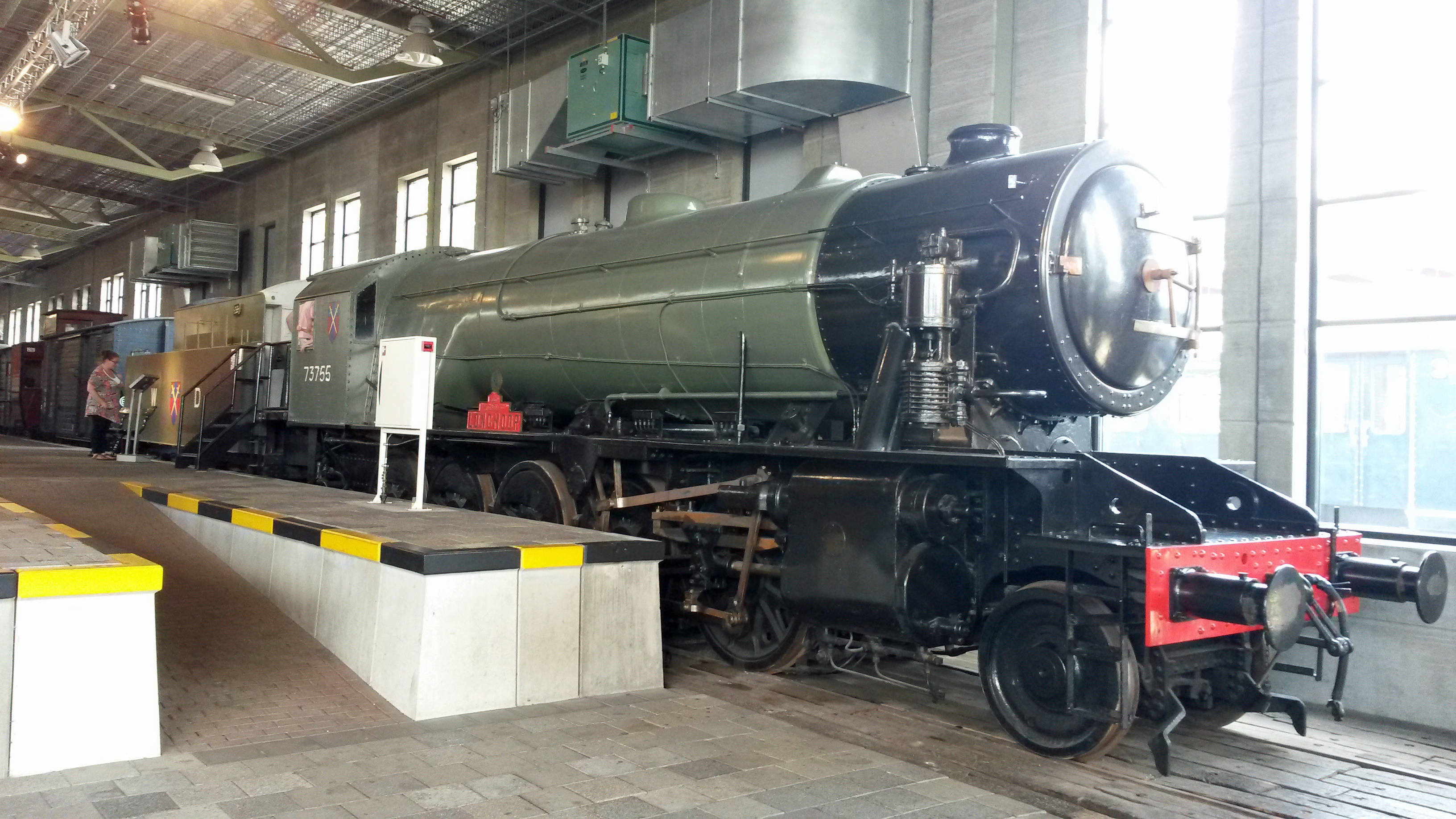
Locomotive 73755 préservée en Hollande à Utrecht.

Les 150 W sont des locomotives de la SNCF de type Décapode affectées à la traction des trains de voyageurs et marchandises. Elles ont circulé en France seulement quelques années et sont ensuite envoyées vers d'autres pays.

## Histoire
Les 150 W font partie de la série de locomotives appelées "Austerity" pour leur construction économique et sont destinées au War department (WD). Ces machines sont utilisées par l'armée britannique après le débarquement du 6 juin 1944 et arrivées sur le continent entre novembre 1944 et mars 1945, pour libérer l'Europe. 
Après la guerre, les British Railways achètent au War Department 25 locomotives formant la série 90750 à 90774. 
Les chemins de fer néerlandais Nederlandse Spoorwegen (NS), achètent 103 unités restées sur le continent. Elles constituent la série NS 5200 II. 
En Egypte, se trouvent alors 20 locomotives dont 16 sont vendues aux chemins de fer grecs, formant la série Lambda Lb 951 à 966. Les chemins de fer syriens achètent 4 locomotives formant la série 150.6 et numérotées 150 685 à 688.

## Construction
La construction de la série est réalisée en Angleterre par la North-British locomotive company limited à Glasgow. La série comprend 150 unités.
WD 73650 à WD 73749 (100 unités) livrées en 1944
WD 73750 à WD 73799 ( 50 unités) livrées en 1945

## Caractéristiques
longueur hors tampons:12,60 m
empattement:  9,04 m
poids à vide: 79,5 t
poids du tender: 56,39 t
capacité en eau du tender: 22,730 litres
capacité en charbon du tender: 9 t
diamètre des roues motrices: 1,435 m
diamètre et course des cylindres hp: 483 × 711 mm
surface de grille: 3,72 m2
surface de chauffe : 181,32 m2
surface de surchauffe : 39,31 m2
diamètre des tubes: 44 mm
longueur des tubes: 4,78 m
pression dans la chaudière: 15,5 kg/cm2
vitesse maximum:80 km/h